# Flughafen Cruzeiro do Sul

i7
i11
i13
Der Flughafen Cruzeiro do Sul (portugiesisch Aeroporto Internacional de Cruzeiro do Sul, IATA-Code: CZS, ICAO-Code: SBCZ) ist ein öffentlicher Flughafen, südwestlich 4 km von Cruzeiro do Sul im brasilianischen Bundesstaat Acre entfernt.

## Flughafendaten
Der Flughafen hat eine Asphaltpiste, mit 2400 m Länge und 45 m Breite. Die Seehöhe beträgt 194 m. Er hat eine Passagierkapazität von 1,6 Mio. pro Jahr. Er hat eine Gesamtfläche von 157 ha. Das Passagierterminal hat eine Fläche von 1499 m².

## Geschichte
Das Terminal wurde am 28. Oktober 1970 eingeweiht und 1976 für den öffentlichen Verkehr freigegeben. Zunächst von der Gemeinde verwaltet, wurde es am 31. März 1980 in das Infraero-Netzwerk integriert. Aufgrund seiner Lage in einem Grenzgebiet wurde die brasilianische Luftwaffe (Força Aérea Brasileira FAB) hier stationiert und nutzt das Terminal zusammen mit anderen Ländern wie Bolivien und Peru als Stützpunkt für einige Verteidigungsoperationen des Landes.
Im Januar 2022 erwarb das französische Unternehmen Vinci die Konzession für den Betrieb des Flughafens für die nächsten 30 Jahre.

## Flugbetrieb
Im Jahre 2019 wurden 59.378 Passagiere transportiert. Im Jahre 2016 wurden 349 Flugbewegungen durchgeführt und 54 t Fracht transportiert.
Gol Linhas Aéreas ist die wichtigste Fluggesellschaft, ⁣⁣die den Flughafen bedient.

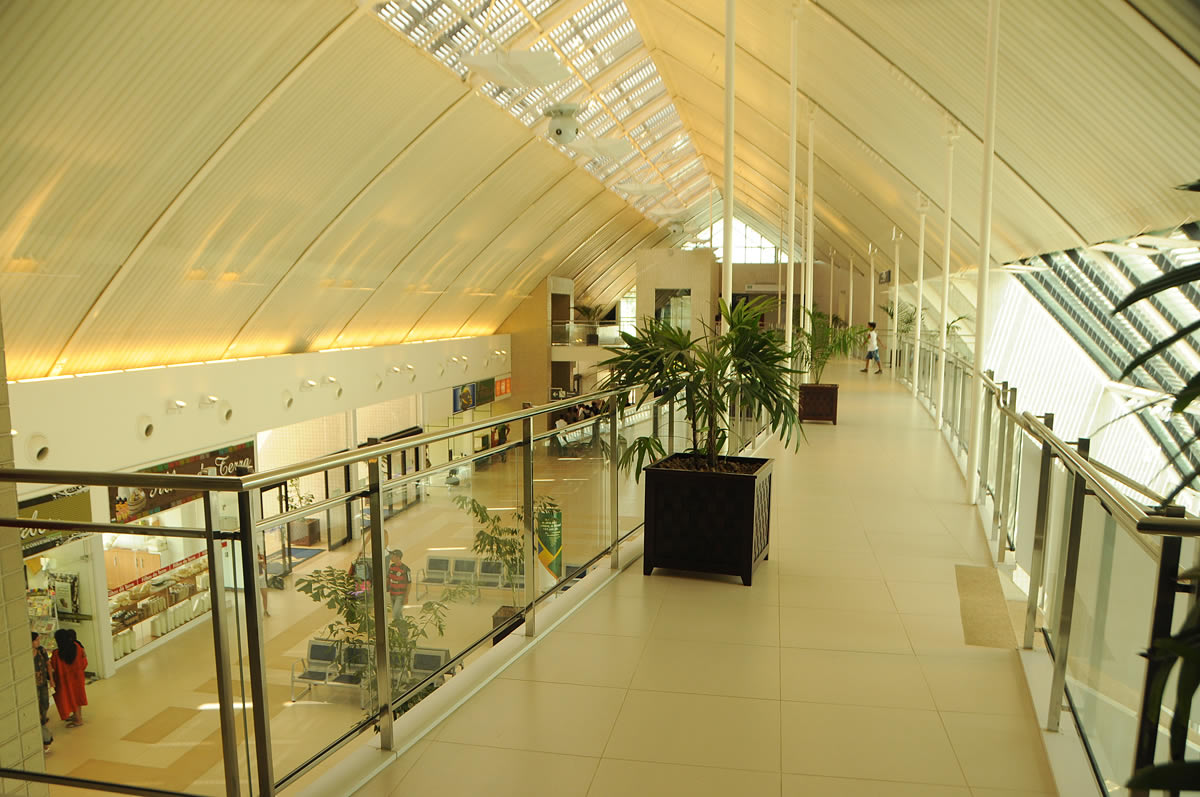